# Palestina (region)

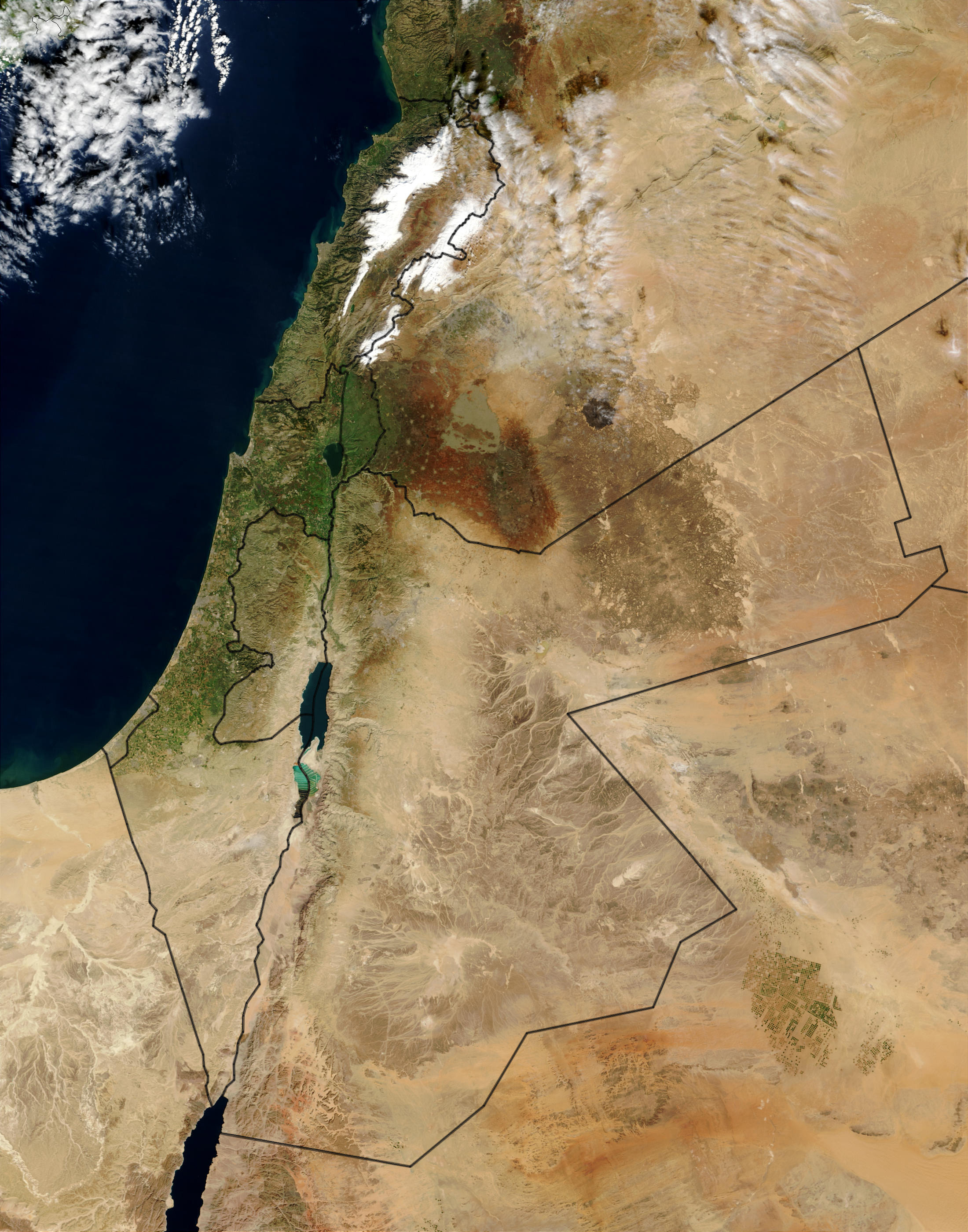
En satellitbild från 2003 över Palestinaregionen med nationella gränser inritade.

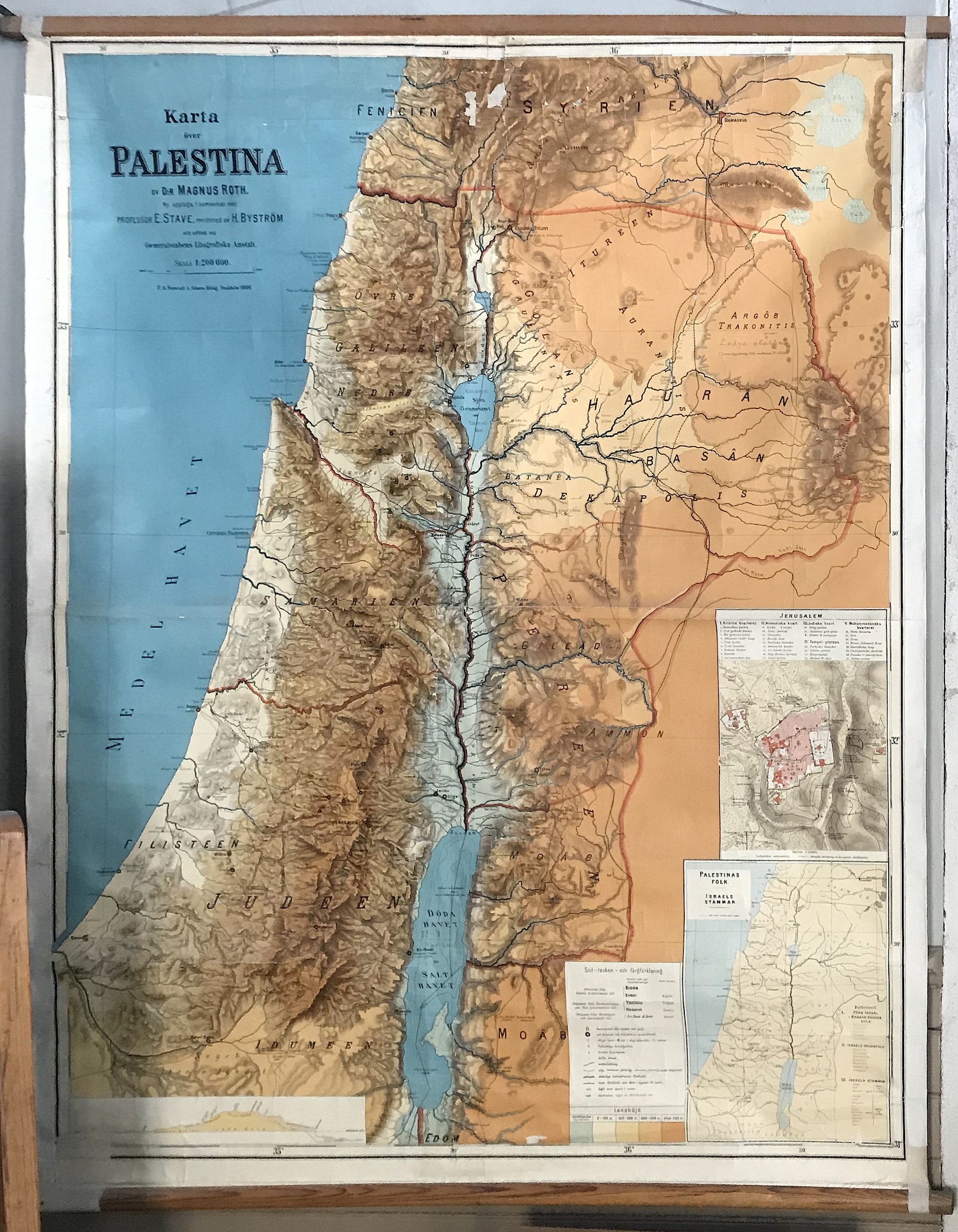
Klassisk svensk skolkarta över Palestina, utarbetad av Magnus Roth i samarbete med Erik Stave och Axel Herman Byström, Skansens skolmuseum

Palestina (arabiska: فلسطين, Filasṭīn, av grekiskans Παλαιστίνη; latin: Palæstina; hebreiska: פלשתינה, Palestina; syriska: ܦܠܫܬ,  Falasṭīn, Filisṭīn) är en geografisk region som omfattar området mellan Medelhavet och Jordanfloden jämte andra närliggande områden.
Namnet Palestina härrör ursprungligen från Filistén, ett kustområde vilket enligt Bibeln ungefär motsvarar dagens israeliska kust och Gazaremsan. Filistéer var ett sjöfolk av egeiskt ursprung. Den romerske kejsaren Hadrianus försökte efter flera uppror att slutgiltigt kuva judarna och om möjligt utplåna deras hemland varför han år 135 gav det område som tidigare utgjort provinsen Judeen (Juda och Benjamins stammars område) namnet Palæstina (latiniserad form av Filisteen). Namnet "Palestina" kom därför genom romarna att bli det allmänt använda på området. Namnet var dock väletablerat sedan länge och användes bland annat på grekiska (åtminstone sedan 400-talet f.Kr., bland annat av Herodotos), också av judarna.
Regionen omfattar det mesta av det territorium som de bibliska regionerna Israels land (Eretz Yisrael), Utlovade landet och Heliga landet gjorde anspråk på. Historiskt sett har området också varit känt som den sydliga delen av större regionala områden som Kanaan, Södra Syrien, ash-Sham och Södra Levanten.

## Geografi
Den geografiska uppdelningen är omstridd vilket behandlas i Israel–Palestina-konflikten.
Det historiska områdets gränser är inte helt väldefinierade, men den romerska provins som 135 e.Kr. bytte namn från Syria Judaea till Syria Palæstina motsvarar idag ungefär dagens Syrien, Israel, Gazaremsan och Västbanken, södra Libanon samt västra Jordanien som gränsar till Palestina. Andra definitioner utgår från det område som under antiken var under judisk kontroll i de två hebreiska statsbildningar som existerade (Kungariket Israel 930 f.Kr.–720 f.Kr. och Juda rike 930 f.Kr.–586 f.Kr.); beskrivningen av områdets gränser finns i den Hebreiska Bibeln (Gamla testamentet).

## Befolkning
Vid krigsutbrottet 1914 beräknas 11–12 % av den arabiska befolkningen i området Palestina ha varit kristna och resten muslimer. Samtidigt var enligt den brittiska folkräkningen[källa behövs] drygt 12 % av befolkningen i området etniska judar (86 660 judar av 689 272 invånare), en siffra som fram till 1916 minskade till ungefär hälften.[källa behövs]

### Judar under osmanska tiden
När det osmanska riket erövrade området Palestina 1517 fanns det i huvudsak fyra judiska centra: Jerusalem, Tiberias, Safed och Hebron. Det största samhället var Safed. Där bodde 10 000 judar, varav de flesta hade fördrivits från Spanien 1492. De sysslade med livsmedelshandel och vävning. Safed var också ett sjudande kulturellt och mysticistiskt centrum. Där skrev Josef Karo 1555 sin betydelsefulla Shulchan aruch (Det dukade bordet). Där verkade kabbalisten Isaac Luria och hans lärjungar under långa tider. 1586 berövade myndigheterna Jerusalems församling Nachmanides synagoga. Judarna förlorade sin främsta gudstjänstplats. De flyttade då till Samuels grav, som ligger på det högsta berget som vetter mot Jerusalem norrifrån. Enligt officiell statistisk under slutet av seklet varierade antalet judar i Jerusalem mellan 1 000 och 1 500. De levde i tre kvarter, bland annat det Judiska Kvarteret, med anor från Romartiden. Så man beräknar att det fanns cirka 12 000 judar i bara Safed och Jerusalem men fler fanns på andra platser och städer.

### Folkgrupper under modern tid
År 1871–1872 uppgick antalet invånare till 382 000 personer: 85 % muslimer, 11 % kristna och 4 % judar. Befolkningen bodde i sammanlagt 657 byar och 13 städer. Judarna var nästan helt samlade i Jerusalem, Hebron, Tiberias och Safed. År 1914 hade Palestina en befolkning på 791 000 personer, varav 60 000 (7,6 %) var judar. När den brittiska mandatmyndigheten genomförde sin första folkräkning 1922 visade det sig att totalbefolkningen hade minskat på grund av första världskriget, till totalt 757 182, varav muslimer 590 890 (78 %), judar 83 794 (11 %), kristna 73 024 och övriga 9 474.
Den judiska immigrationen från Centraleuropa ökade till följd av nazisternas maktövertagande i Tyskland år 1933, och än mer från Östeuropa efter andra världskrigets slut och Förintelsens uppdagande. Enligt FN:s undersökningskommission, UNSCOP, hade Palestina år 1946 1,86 miljoner invånare, varav 33 % judar, 58 % muslimer och 8 % kristna. För befolkning efter 1948 se Israel, Palestinska myndigheten och Palestinakonflikten.

## Historia

### Äldre historia
Mer än en miljon år gamla spår av förmänniskor (Homo erectus) har hittats i Jordandalen. Norr om Nasaret har påträffats skelett av Homo sapiens, ungefär 100 000 år gamla. I Ramallah och i Betlehem har man hittat redskap från natufisk kultur (cirka 12800–10300 f.Kr.). En av världens äldsta städer ligger i området: Jeriko fanns redan omkring 9000 f.Kr.
Under den tidigare bronsåldern (3000–2200 f.Kr.) uppstod stadsstater, omgivna av skyddsvallar. Under mellersta bronsåldern (2200–1500 f.Kr.) influerades området av de omgivande civilisationerna, bland annat Egypten, Mesopotamien och Syrien.

### Kanaanéer och filistéer
Det första historiskt kända folket i området var kanaanéerna, som var ett stadscentrerat folk (och många av dagens storstäder i området härstammar från den tiden). Under den senare delen av det andra millenniet före Kristus trängdes deras civilisation undan av filistéerna (hebreiska pelishtim) – från vilka romarna gav Palestina dess nya namn – och hebréerna, vilka också kom att absorbera flera kanaaneiska kulturella drag.

### Hebreisk historia
Omkring år 1000 f.Kr. upprättades Kungariket Israel av hebréernas kung David, vilket dock med hans död kom att delas i två: resterna av Kungariket Israel i norr och Juda rike i söder. Omkring år 732 f.Kr invaderades Israel av den assyriske konungen Tiglat-Pilesar III och försvagades kraftigt. År 720 f.Kr invaderade assyrierna igen, men denna gång krossades Israel och befolkningen deporterades. De nordliga hebréernas plötsliga försvinnande från historien har dock gett upphov till legender om de försvunna stammarna; förmodligen assimilerades de med assyrierna. År 586 f.Kr. erövrade den babyloniske kung Nebukadnessar II både det assyriska riket och Juda rike i söder där även Jerusalem ingick. Nebukadnessar fördrev hebréerna till Babylon, den i Gamla testamentet så kallade Babyloniska fångenskapen.

#### Persiskt välde
Den persiske konungen Kyros den store erövrade Babylon 559 f.Kr och lät hebréerna återvända till Jerusalem med omnejd. Han lade grund till det akamenidiska storriket som sträckte sig från Centralasien till Grekland ner till östra Egypten.
Efter den Babyloniska fångenskapen år 539 f.Kr. återvände vissa judar, men inte alla befolkningsgrupper, till Palestina, där man i huvudsak livnärde sig som nomadiserande herdar eller som fiskare och hantverkare. Man ägnade sig också åt fåravel, jordbruk och handel i liten skala. Självklart följde administratörer, präster och aristokratin med och intog sina poster. Området man återvände till var bara något större än Kalmar län och sträckte sig 20 mil i längdriktningen och kanske som mest 10 mil inåt land från Medelhavskusten.

### Grekerna

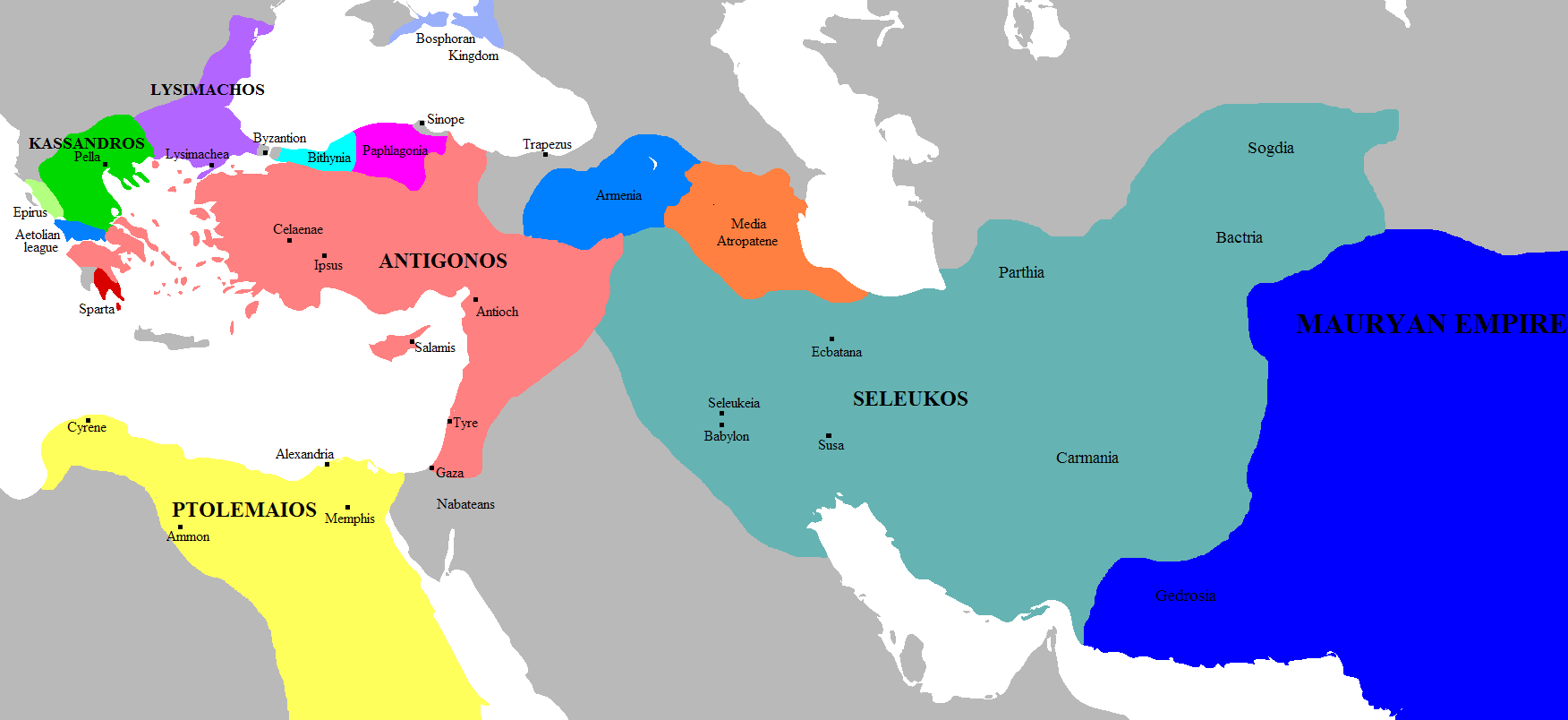
Diadochirikena cirka år 303 f.Kr.

Efter belägringen av Tyros år 332 f.Kr gav den dåvarande akemenidiske härskaren Dareios III kontroll över hela antika Syrien till den makedonske konungen Alexander III, även känd som Alexander den store. Med undantag för Gaza kapitulerade därefter samtliga byar i regionen utan strid till den grekisk-makedonska hären som invaderade Egypten som var en akamenidisk vasallstat. År 330 f.Kr besegrades slutligen Dareios III av Alexander. Denne underkuvade snart hela det väldiga Perserriket, störtade akemeniderna och drog vidare ända bort till Punjab i Indien.
Alexander den stores många nygrundade städer vittnar om hans medvetenhet om svårigheten att hålla samman ett så stort rike med militära medel. Han strävade efter att etablera en stadskultur i sann grekisk anda, som ekonomiskt och kulturellt skulle hålla samman hans erövringar. Alexandria i Nildeltat blev den största av dessa städer. Palestina blev genom Alexander en del av den hellenistiska världen, med sin internationella och universella världsbild. Det syns tydligt i städer som Caesarea, Tiberias och Samaria. Efter Alexanders död 323 f.Kr. föll hans rike sönder i delar som togs över av hans generaler, de så kallade diadochirikena. Från cirka 200 f.Kr. kom Palestina att domineras av en av dessa efterträdarstater, Seleukidiska riket.

#### Syriska krigen
Mellan 274 f.Kr och 168 f.Kr pågår de syriska krigen mellan seleukiderna och Ptolemaiska Egypten, också en efterträdarstat till Alexander den stores rike. Krigen utspelades i nordöstra Egypten samt antika Syrien, inkluderat Palestina och försvagade kraftigt båda parter. För att finansiera krigen tänkte man lägga beslag på de rikedomar som det ryktades om skulle finnas i Jerusalems tempel.[källa behövs] Detta hände samtidigt som Romarriket började etablera sig som stormakt i östra Medelhavsområdet sedan man i Puniska krigen besegrat Karthago.
År 168 f.Kr belägrades Alexandria, huvudstad i ptolemaiernas rike, av Antiochos IV Epifanes. Han tvingades dock avbryta kriget efter att Egyptens grekiska härskare förtvivlat bett regionens nya stormakt, Romerska republiken om hjälp. På väg hem från Egypten marscherade hären genom Palestina och även via Jerusalem där Antiochos beordrade en stor omdaning: Grekisk tro och kultur upphöjdes, med stöd av redan helleniserade judar, och Jerusalems tempel tillägnades Zeus för att understryka hellenismens inflytande vilket förargade de religiösa skikten i den judiska befolkningen. Man förbjöd även alla rikets judar att följa den mosaiska lagens bud.
Den judiska befolkningen i Palestina reste sig bara ett år senare, 167 f.Kr, mot seleukidernas överhöghet under ledning av Judas Mackabaios och hans bröder och efter tre år kunde de år 164 f.Kr erövra Tempelberget och återinviga templet för judiska riter och kulttraditioner. Detta ignorerades i stort av Antiochos IV som var upptagen med fälttåg mot Parterriket. Upproret högtidlighålls än idag genom en stor glädjefest, Chanukka eller tempelreningsfesten. År 142 f.Kr fick judarna skattefrihet av seleukiderna, men perioden av relativ självständighet blev kort, till följd av inbördes maktstrider.

#### Romerskt välde

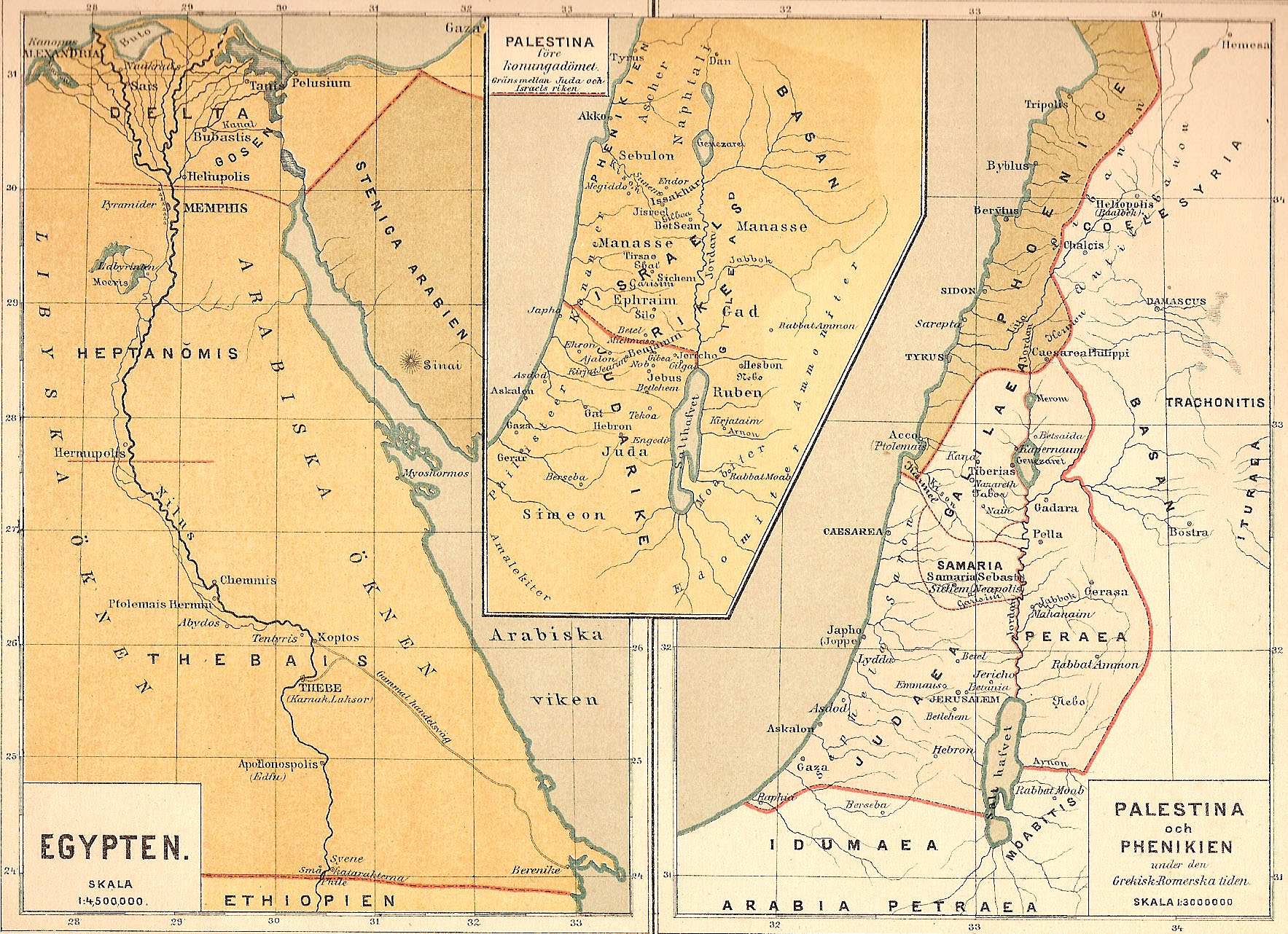
Detaljerad karta över Fenicien och Palestina (till höger) under grekisk-romersk tid, Palestina före Kungariket Israel samt i relation till Antikens Egypten (vänster).

Till slut efter några generationers fejd så vände sig inte mindre än tre judiska tronpretendenter till den romerske fältherren Pompejus som befann sig i Damaskus, att han skulle intervenera och lugna ner situationen. Det var således judarna själva som bjöd in Roms soldater till sitt land – tidigare hade romarna tvekat eftersom judarna var en relativt stor befolkningsgrupp med uppskattningsvis 15 miljoner individer utspridda från Alexandria till östra Persien. Pompejus missade inte tillfället att utvidga sitt rike utan intog med sin armé Jerusalem år 63 f.Kr, och infogade därmed Palestina i den romerska provinsen Syrien. Detta skedde dock inte utan blodspillan. Över 3000 summariska korsfästelser, tortyr, hårda skatter och ett massivt förtryck var de medel man använde sig av för att tvinga befolkningen till underkastelse.
Därmed var Palestina under romersk överhöghet och utlämnade till de lydfurstar som Rom använde sig av för att styra sitt stora välde. En av dessa var Herodes den store. Han regerade på Roms uppdrag under åren 40-4 f.Kr. Efter hans död delades riket mellan hans tre söner och Galileen tillföll sonen Herodes Antipas, som regerade fram till år 39 e.Kr. Hans bröder avsattes däremot snart av Rom för sitt maktmissbruk; i stället infördes direktstyre under en romerska landshövdingar. En sådan var Pontius Pilatus som i historien är känd för att ha haft oturen att befinna sig i Jerusalem vid påsken då Jesus från Nasaret ska ha lidit martyrdöden enligt författarna till Nya Testamentet.
År 70 e.Kr., efter ett judiskt uppror, beordrade den romerske befälhavaren i Palestina, Titus, Jerusalems förstöring. Efter ännu ett judiskt uppror år 135 ändrade den romerske kejsaren Hadrianus namnet på den romerska provinsen Syriska Judea till Syriska Palestina, och många judar fördrevs.

### Arabisk historia

#### Kaliferna
År 638 erövrades Palestina av de muslimska araberna. Under 600- och 700-talet inlemmades så området i den muslimska kulturkretsen under kalifernas styre. Det nya muslimska imperiet byggde vidare på hellenistisk och persisk kultur och skapade på kort tid en politisk enhet som sträckte sig från Indien till Spanien. Umayyadiska kalifatet styrdes från Damaskus och efterföljaren Abbasidkalifatet från Bagdad efter 750. Så småningom delades imperiet upp och makten växlade mellan olika härskarfamiljer, dynastier.

#### Korstågstiden
Runt tusentalet kom delar av området tillfälligt under kristen kontroll i samband med korstågen. Det muslimska imperiets splittring under 900-talet gjorde det möjligt för påven i Rom att år 1095 kalla till heligt krig, korståg. Jerusalem intogs 1099 och staden tömdes på muslimsk och judisk befolkning. Längs Medelhavets östkust grundade korsfararna så kallade korsfararstater, varav en var kungariket Jerusalem. Korstågstiden varade i omkring 100 år.
Omvändelse till islam, ökad arabisk invandring och tidvis förföljelse av kristna och judar gav Palestina muslimsk majoritet på 1000-talet.

#### Åter muslimskt
Jerusalem föll och de kristna besegrades slutgiltigt 1187 av muslimerna under den kurdiske generalen Saladin och området blev åter muslimskt.
Efter korsfararna kom mongolerna. Men liksom inträngande turkiska seldjuker före dem konverterade de nya makthavarna till islam och anpassade sig till islamisk kultur med arabiskan som gemensamt språk. 
Den mongoliska invasionen hejdades i ett stort slag 1260. Palestina hamnade nu istället under de egyptiska mamlukerna, en dynasti som uppstått ur den muslimska militära överklassen av främst turkisk härkomst.

#### Osmanska väldet
Från 1517 var landet (då med namnet Syrien) en del av Osmanska riket. Sultanen blev väktare av islams heliga platser i Syrien såsom Jerusalem och Hebron. Kristna och judar tilläts i enlighet med milletsystemet viss autonomi. Den nya härskarklassen smälte inte som de tidigare in i den arabiska kulturen. Sultanens undersåtar i Syrien styrdes istället av turkiska tjänstemän på order från Beirut eller Konstantinopel. Befolkningen hade i första hand en religiös identitet – oftast muslimsk, ibland kristen, drusisk eller judisk – och en stark familje- och bytillhörighet. De hade arabiska som modersmål. Nationell identitet och nationsgränser i modern mening existerade inte. De större jordägarna bodde i städerna, medan merparten av befolkningen var fattiga bönder som framställde olivolja och odlade bomull, sesamfrö, apelsiner med mera för avsalu, även till länder utanför Syrien.

### Palestinamandatet under Storbritannien
Efter att ha tillhört Osmanska riket i fyra hundra år blev det, efter att som allierad till Centralmakterna ha förlorat första världskriget, deklarerat som en internationell zon under brittisk kontroll, Brittiska Palestinamandatet. Redan år 1921 blev Transjordanien (sedermera Jordanien) undantaget från mandatets text om skapandet av ett nationellt hem för judar.

### Palestina delas

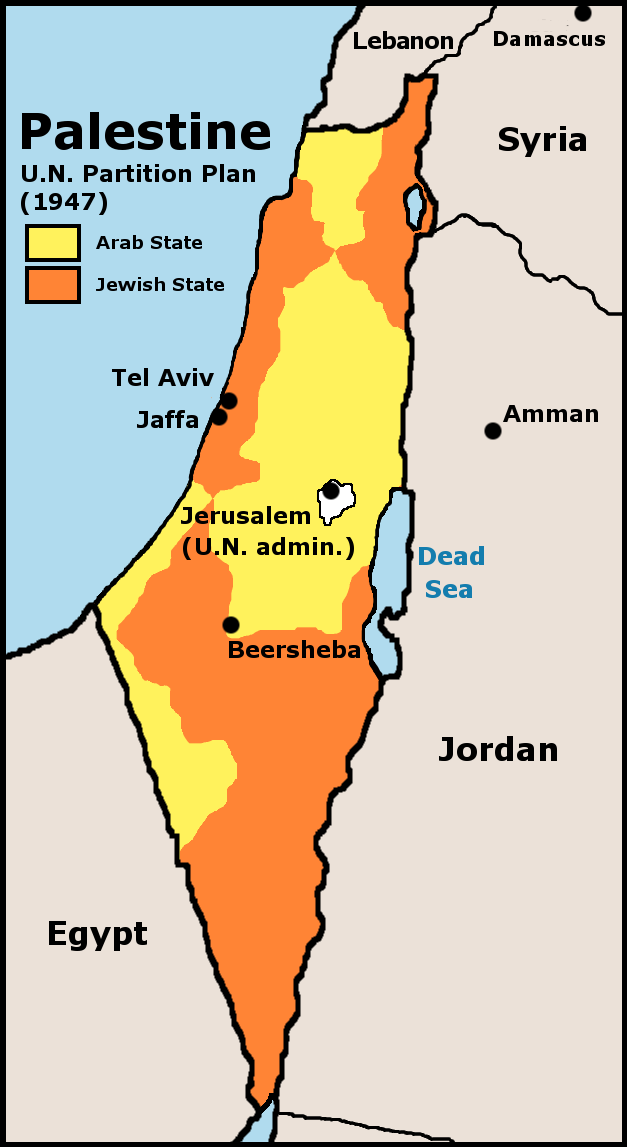
FN:s delningsplan för Palestina (1947).

Samtidigt som NF-mandatet upphörde 1948 utropade judar i Palestina staten Israel på en stor del av Palestina. Den arabiska majoriteten accepterade inte detta och 1948 års arabisk-israeliska krig bröt ut. Vid samma tid tvangs många judar flytta från andra arabiska och muslimska länder, varav många kom till Israel. Se Israel–Palestina-konflikten.
Kriget ledde till att Israel flyttade fram sina positioner och inkorporerade ytterligare 26% av det tidigare brittiska NF-mandatets territorium, Jordanien tog regionerna Judea och Samaria och bytte namn på dessa till "Västbanken" medan "Gazaremsan" kom under Egyptens kontroll. Efter "Nakbadagen" ("Den stora katastrofen") samma år, fick 700 000 palestinier som flydde eller drevs från sina hem inte återvända efter Lausannekonferensen 1949.

## Dagens Palestina
Med Palestina av idag avses den arabiska stat som nämns i FN:s generalförsamlings så kallade delningsresolution nr 181 från 1947. Avsikten med beslutet var att det skulle upprättas två stater, en judisk och en arabisk, och resolutionen innehöll en fördelning av de territorier som skulle tillfalla dessa båda stater. Den arabiska staten skulle bestå av Västbanken och Gazaremsan och till den judiska delen räknades det som 1948 kom att benämnas Israel. Jerusalem skulle bli en internationell zon Resolutionen gav såväl den arabiska som den judiska staten folkrättslig grund. 
Den judiska ledningen accepterade förslaget, men den arabiska högre kommittén avvisade det då man ansåg det vara fördelaktigt för judarna och orättvis för de araber som skulle vara kvar på judisk mark efter delningen och ett inbördeskrig bröt därpå ut. Baserat på resolutionen utropade Israel sin självständighet 14 maj 1948 och genast erkändes den nya staten av USA, Sovjetunionen, Frankrike och Storbritannien och invaldes även i FN ett knappt år senare, den 11 maj 1949. 
Efter sexdagarskriget 1967 antog säkerhetsrådet resolution nr 242 som reviderade resolution nr 181 genom att fastslå att såväl Israels som en arabisk stats gränser vid fredsöverenskommelsen skulle vara såväl "säkra" som "erkända". I 242-resolutionen fastslogs också det folkrättsliga kategoriska förbudet att förvärva territorium med våld. Enligt denna grundsats har Israel således ingen rätt till de landområden som ensidigt annekterats.
Den Palestinska befrielseorganisationen PLO utropade 1988 den arabiska staten Palestinas självständighet. Den har hittills erkänts av cirka 130 stater, bland annat av Sverige hösten 2014. Palestinska myndigheten saknar dock kontroll över merparten av sitt territorium.